# Robert Bridgeman (2e vicomte Bridgeman)
Le Major-général Robert Clive Bridgeman, 2e vicomte Bridgeman KBE , CB , GRD , MC , JP (1er avril 1896 - 17 novembre 1982)  appelé l'honorable Robert Bridgeman entre 1929 et 1935, est un pair et un officier de l'armée britannique.

## Jeunesse
Né à Londres et baptisé à la cathédrale Saint-Paul, il est le fils de William Bridgeman (1er vicomte Bridgeman), et de son épouse Caroline Beatrix Parker, fille de l'honorable Cecil Thomas Parker . Il est le frère de Maurice Bridgeman . Il fait ses études au Collège d'Eton  et en 1935, il succède à son père comme vicomte .

## Carrière militaire
Bridgeman devient sous-lieutenant dans la Rifle Brigade (Prince Consort's Own) en 1914 et sert pendant la Première Guerre mondiale  et reçoit la Croix militaire l'année suivante.
Après la guerre, il est secrétaire particulier de son père en 1918 et devient capitaine en 1921 . Il fréquente le Staff College de Camberley de 1927 à 1928, et y retrouve Oliver Leese, Philip Christison, Eric Hayes (en), Evelyn Barker, Eric Dorman-Smith, John Whiteley, Ronald Penney (en), Clement West, Wilfred Lloyd, Stanley Kirby et John Hawkesworth. Il est ensuite transféré en tant que brevet-major à la 7e brigade d'infanterie en 1932 . Bridgeman occupe ce commandement jusqu'en 1934 et devient lieutenant-colonel breveté l'année suivante, après avoir été simultanément nommé au War Office en tant qu'officier d'état-major général .
Bridgeman prend sa retraite avec demi-solde en 1937, mais est rappelé dans le Corps expéditionnaire britannique (BEF) avec le déclenchement de la Seconde Guerre mondiale . Il est décoré de l'Ordre du Service distingué (DSO) en juillet 1940 après l'évacuation de Dunkerque et commande la 145e brigade d'infanterie, qui fait partie de la 48th (South Midland) Infantry Division, une formation de l'armée territoriale (TA), récemment revenue de Dunkerque . Il est premier directeur adjoint, puis directeur général, de la Home Guard ainsi que du TA l'année suivante . En 1942, Bridgeman est promu colonel et major-général temporaire . Il est nommé adjudant général adjoint au War Office en 1944, poste qu'il occupe jusqu'à la fin de la guerre . En 1951, Bridgeman prend sa retraite, après avoir obtenu le grade de major-général honoraire.
Bridgeman est investi en tant que Compagnon de l'Ordre du Bain dans les honneurs du Nouvel An 1944, et est colonel honoraire du 4e Bataillon, King's Shropshire Light Infantry en 1949. Il devient Chevalier Commandeur de l'Ordre de l'Empire britannique en 1954 et est investi Chevalier de l'Ordre le plus vénérable de l'Hôpital de Saint-Jean de Jérusalem un an plus tard. Ayant déjà été sous-lieutenant, il est nommé Lord-lieutenant du Shropshire en 1951. Représentant le comté également en tant que juge de paix, il occupe le poste jusqu'en 1970. Bridgeman est trésorier de la Royal Salop Infirmary à Shrewsbury en 1946 et 1948 lorsque l'hôpital est repris par le National Health Service . Bridgeman est président de la West Midland Territorial Army and Volunteer Reserve Association en 1968 et l'année suivante .

## Famille
Le 12 juin 1930, il épouse Mary Kathleen Lane Fox, deuxième fille de George Lane-Fox (1er baron Bingley), et a trois filles . Il est remplacé dans la vicomté par son neveu Robin Bridgeman, le fils de son jeune frère Geoffrey. Lady Bridgeman est décédée en 1981. Il est décédé le 17 novembre 1982 à l'âge de quatre-vingt-six ans et est enterré dans le cimetière de Hope près de Minsterley, Shropshire. Sa plus jeune fille, Mary Selina Bayliss, est à la fois High Sheriff of Berkshire et Lord-lieutenant du Berkshire .